# Riiser-Larsen-Halbinsel
Die Riiser-Larsen-Halbinsel ist eine große Halbinsel des ostantarktischen Königin-Maud-Lands. Sie bildet die westliche Begrenzung der Lützow-Holm-Bucht und trennt die Prinzessin-Ragnhild-Küste von der Prinz-Harald-Küste.
Namensgeber ist der norwegische Polarforscher und Flugpionier Hjalmar Riiser-Larsen (1890–1965), der sie am 21. Februar 1931 bei einem Überflug im Verlauf der vom norwegischen Walfangunternehmer Lars Christensen finanzierten Antarktisfahrt mit dem Schiff Norvegia (1930–1931) entdeckte.